# Lilly Kahil
Pour les articles homonymes, voir Kahil.
Lilly Kahil, de son nom complet Lilly Louise Kahil, née le 2 juillet 1926 à Zurich et morte le 4 décembre 2002 à Garches, est une archéologue classique et une universitaire franco-allemande d'origine égyptienne.
Elle est l'auteure de nombreuses publications scientifiques et a notamment participé à l'élaboration du Lexicon Iconographicum Mythologiae Classicae, encyclopédie axée sur les personnages de la mythologie classique dont elle a été l'initiatrice.

## Biographie
Sa famille paternelle est chrétienne de rite grec-melkite catholique, originaire d'Égypte, pays où Kahil passe sa jeunesse, et sa mère est d'origine allemande. Sa tante paternelle, Mary Kahil, est connue pour son action pour le dialogue islamo-chrétien avec l'islamologue Louis Massignon. Lilly Kahil naît à Zurich au cours d'un séjour de sa famille en Europe. Elle est affectée par une longue maladie au cours de sa jeunesse, et ne commence sa scolarité qu'à l'âge de 16 ans, au couvent du Sacré-Cœur, au Caire. Elle fait ses études supérieures en Europe, pendant une année à l'université de Bâle auprès de Karl Schefold, puis, à la Sorbonne, où elle obtient, en 1947, une licence de lettres, et en 1948 un diplôme d'études supérieures classiques.
Elle est ensuite membre étranger de l'École française d'Athènes (1949-1954), période pendant laquelle elle prépare sa thèse de doctorat, intitulée Les enlèvements et le retour d'Hélène dans les textes et les documents figurés, qu'elle soutient en 1954 à la Sorbonne,. Sa thèse est récompensée par le prix Salomon Reinach de l'Académie des inscriptions et belles-lettres, et fait l'objet d'une publication en 1955 par l'association archéologique de méthodes et de recherches en philologie classique.
En 1954, sa famille est dans l'obligation de fuir l’Égypte, après la révolution égyptienne et l'arrivée au pouvoir de Nasser.
Elle est attachée de recherche du CNRS (1955-1957) puis obtient un poste de professeur d'histoire ancienne à l'université de Fribourg, d'abord comme professeur extraordinaire (1957-1960) puis comme professeur ordinaire en 1960. Elle est ensuite professeur à l'université Paris X-Nanterre (1969-1979). En 1979, elle est nommée directrice de recherche au CNRS.

### Vie privée
Kahil fait un premier mariage avec le juriste Boutros Boutros-Ghali, futur secrétaire général des Nations unies et de l'Organisation internationale de la francophonie. À cette époque, elle utilise le patronyme de Ghali-Kahil. Elle épouse en secondes noces l'archéologue français, spécialiste de la Grèce antique, René Ginouvès, mais conserve dans sa vie professionnelle son nom de jeune fille.

## Fouilles, découvertes et travaux
Lilly Kahil est spécialisée dans les domaines de l'archéologie, de l'histoire des religions et des mythologies antiques et rédige de nombreux articles scientifiques qui traitent de ces disciplines,. Elle a réalisé des prospections pour École suisse d'archéologie en Grèce dans la ville antique Eretria en 1964 et en 1978, chantier de fouilles qui a été constamment poursuivi depuis,. En outre, elle a dirigé plusieurs missions archéologiques sur les sites de Soloi et Laodikeia du Lykos, et a également mené des investigations pour l'École française d'Athènes, sur l'Île de Thasos et dont le rapport de fouilles sur les céramiques qui y ont été découvertes est publiée en 1960.
Elle est l'une des premières archéologues à avoir initié et développé une étude approfondie sur la céramique à motifs géométriques, dont celles issues d'ateliers de production eubéens,,.
Une partie des travaux de recherches de Kahil ont porté sur l'iconographie de vases, dont des cratères, mis au jour au sein du sanctuaire d'Arthémis, à Brauron,,. En se basant sur de cette analyse iconographique, l'archéologue a pu déterminer la nature et le processus des rituels dédiés à Arthémis et spécifiques à ce temple grec.
Elle réalise plusieurs séjours de fouilles archéologiques pour l'Institute for Advanced Study de Princeton. Son dernier projet de recherche, l'étude de la technique dite « à fond blanc » de la lécythe conservée au musée du Louvre, projet qu'elle n'a pu toutefois mener à bien, en raison de problèmes de santé qui provoquent sa mort, en 2002, après une longue maladie.

## LeLexicon Iconographicum Mythologiae Classicae
Alors qu'elle est professeur à l'université Paris X-Nanterre, Kahil crée le Lexicon Iconographicum Mythologiae Classicae (LIMC), ouvrage encyclopédique en 20 volumes sur les iconographies des mythologies grecques, étrusques et romaines, dont la publication s’est échelonnée de 1981 à 2009,. Elle est responsable de publication et secrétaire générale du projet, et a marqué l'évolution de l'œuvre de façon déterminante. Elle a rédigé avec Noëlle Icard-Gianolio quelques entrées du dictionnaire, notamment les articles sur Artémis et Hélène. Durant l'élaboration des l'encyclopédie, Kahil tisse un réseau avec différents organismes scientifiques et une fondation est créée, en Suisse. Plusieurs congrès sont organisés, à Thessalonique en 1993, à Bâle en 1994, à Malibu, en 1995, et Oxford, en 1996 pour permettre l'édition du Thesaurus Cultus et Rituum Antiquorum. Ce dictionnaire systématique, développé étape par étape, est devenu un ouvrage de référence sur les cultes et rites religions anciennes.

## Publications
- Les enlèvements et le retour d'Hélène dans les textes et les documents figurés., Paris, Éditions de Boccard, 1955 (ouvrage qui est également la thèse de son doctorat).
- La céramique grecque : Études thasiennes., t. VII, Paris, Éditions de Boccard, 1960.
- Grèce préhistorique et archaïque, t. 4, Lausanne, Éditions Rencontre, coll. « Images des grandes civilisations. », 1964.
- Grèce. Le Ve siècle av. J.-C., t. 5, Lausanne, Éditions Rencontre, coll. « Images des grandes civilisations. », 1964.
- « Céramiques géométriques et subgéométriques d'Érétrie », dans Claude Bérard (direction d'ouvrage), Eretria : L'Hérôon à la porte de l'ouest., vol. III, t. 7, Francke Berne, 1968, 100 p.
- Jean de Gagniers et al., Laodicée du Lycos : Le nymphée. Campagnes 1961-1963., Paris, Éditions de Boccard, 1969.
- avec Serapheim Charitōnidēs et René Ginouvès, Les mosaïques de la maison du Ménandre à Mytilène, vol. supplément 6, Bâle, Francke, coll. « l'Art Antique », 1970.
- avec Christiane Dunant, Du Corpus Vasorum Antiquorum : Suisse, vol. 3, Berne, P. Lang, coll. « Genève, Musée d'art et d'histoire », 1980 (ISBN 3-261-00466-5), « Fascicule 2 ».
- éd. (dir.) et avec Christian Augé (dir.), La Mythologie gréco-romaine, de mythologies périphériques. Études d'iconographie, vol. 593, Paris, CNRS éditions, coll. « Colloques internationaux du Centre national de la recherche scientifique », 1er janvier 1981 (ISBN 2-222-02692-X).
- (en) éd. (dir.), avec Christian Augé (dir.) et Pascale Linant de Bellefonds (dir.), Iconographie classique et identités régionales, vol. supplément 14, Paris, Diffusion de Boccard, coll. « Bulletin de correspondance hellénique », 1986, 459 p. (ISBN 2-86958-003-7).
- éd. (dir.) et Pascale Linant de Bellefonds (dir.), La Religion, la mythologie, iconographie, vol. 103, Palais Farnèse, Rome, École française de Rome, coll. « Mélanges de l'École française de Rome. », 1991.
- Lilly Kahil, « Le sacrifice d'Iphigénie », Mélanges de l’École française de Rome. Antiquité, t. 103, no 1,‎ 1991, p. 183-196 (DOI 10.3406/mefr.1991.1709, lire en ligne, consulté le 11 août 2017)

## Hommages et distinctions
- 1954 : prix Salomon Reinach, de l'Académie des inscriptions et belles-lettres pour sa thèse[3].
- 1965 : membre correspondante de l'Institut archéologique allemand
- 1975 : membre correspondante de l'Institut archéologique autrichien[1]
- 1985 : Prix Gustave Mendel de l'Académie des inscriptions et belles-lettres pour la publication du deuxième volume du Lexicon Iconographicum Mythologiae Classicae
- 1988 : docteur honoris causa de l'université d'Athènes
- 1989 : membre d'honneur de la Société archéologique d'Athènes.
- 1989 : Membre étranger honoraire de l'Institut archéologique américain
- 1990 : docteur honoris causa de l'université Laval[22].
- 1992 : membre correspondant de l'Académie des inscriptions et belles-lettres[23]